# Pavel Peter Gojdič
Pavel Peter Gojdič  (cunoscut, de asemenea, sub numele de Pavol Gojdič sau Peter Gojdič; n. 17 iulie 1888, Eperjes, Austro-Ungaria – d. 17 iulie 1960, Leopoldov, Trnavský kraj, Slovacia) a fost un călugăr bazilian ruteano-slovac, episcop al Eparhiei Greco-Catolice de Prešov. În anul 1950 a fost arestat de regimul comunist din Cehoslovacia. A refuzat propunerea de a deveni patriarh al Bisericii Ortodoxe Cehoslovace și a murit în detenție.
A fost beatificat de papa Ioan Paul al II-lea în 2001 și recunoscut ca drept între popoare de institutul israelian Yad Vashem în 2007.

## Tinerețea
Gojdič (pronunțat Goidici) s-a născut la 17 iulie 1888, în localitatea Ruské Peklany din apropiere de Prešov, ca al treilea copil al preotului greco-catolic Stefan Gojdič; numele mamei sale era Anna Gerberyova. El a primit la botez numele de Peter.
Peter a urmat cursurile elementare la Cigelka, Bardejov și Prešov, absolvind studiile preuniversitare la Prešov în 1907. A început studiile teologice la Prešov și le-a continuat un an mai târziu la Seminarul major din Budapesta. El și fratele său, Cornelius, au fost hirotoniți preoți la 27 august 1911 de către episcopul Ján Vályi de Prešov, după care Peter Gojdič a lucrat pentru o scurtă perioadă ca  vicar parohial în parohia condusă de tatăl său.

## Activitatea pastorală

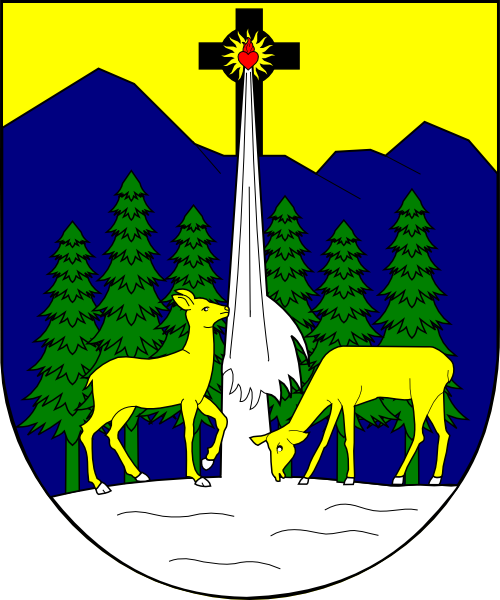
Stema episcopului Pavel Peter Gojdič de Prešov

În toamna anului 1912, după o scurtă perioadă de activitate pastorală, a fost numit prefect la „Alumneum”, școala eparhială pentru băieți din Prešov. În același timp a devenit profesor de religie în școlile secundare superioare ale orașului. I-a fost încredințată, de asemenea, îngrijirea spirituală a credincioșilor din Sabinov ca preot vicar. Preotul Gojdič a fost numit funcționar al cancelariei episcopale, devenind mai târziu cancelar. Cariera administrativă nu l-a atras, așa că a decis să devină călugăr bazilian. La 20 iulie 1922 preotul Gojdič a intrat în Mănăstirea Sfântul Nicolae din Muncaci⁠(en)[traduceți], situată pe Cerneka Gora, „Dealul Călugărilor”, de lângă Muncaci, unde a fost tuns în monahism la 27 ianuarie 1923 sub numele Pavel.
Gojdič a contribuit la răspândirea practicii spovedaniei și a împărtășirii frecvente în întreaga Eparhie de Muncaci. Obișnuia să petreacă numeroase ore, mai ales noaptea, în rugăciune.
Gojdič a fost numit administrator apostolic al Eparhiei de Prešov la 14 septembrie 1926. Primul său act oficial a fost o scrisoare pastorală scrisă cu ocazia aniversării a 1100 de ani de la nașterea Sfântului Chiril, apostolul slavilor. Ieromonahul Pavel era mândru de moștenirea sa slavă și era foarte dedicat slujirii în ritul oriental. La 7 martie 1927 a fost numit episcop de Harpasa și a fost consacrat, la 25 martie, în Bazilica San Clemente din Roma de către episcopul Dionisije Njaradi.
După consacrarea episcopală, a vizitat Bazilica Sf. Petru din Roma, unde s-a rugat la mormântul apostolului Petru. La 29 martie 1927, împreună cu episcopul Njaradi, a fost primit într-o audiență privată de papa Pius al XI-lea. Papa i-a dat episcopului Pavol o cruce pectorală din aur, spunându-i: „Această cruce este un simbol al tuturor crucilor grele pe care va trebui să le purtați în timpul slujirii episcopale”.

## Episcop
După Primul Dictat de la Viena și anexarea Ruteniei Subcarpatice de către Ungaria, papa Pius al XII-lea l-a numit la 13 aprilie 1939 ca administrator apostolic al parohiilor Eparhiei de Muncaci care rămăseseră pe teritoriul Slovaciei. Recunoscându-i activitatea desfășurată în ulimii ani, papa l-a numit la 17 iulie 1940 în funcția de episcop de Prešov; Pavel Peter Gojdič a fost instalat oficial la 8 august 1940.
În perioada anterioară celui de-al Doilea Război Mondial, el a decis să-i apere pe ruteni și pe credincioșii de altă naționalitate împotriva atacurilor naționaliștilor slovaci. Odată cu începerea persecuțiilor antievreiești în Slovacia, Gojdič a vorbit deschis în favoarea evreilor. În 25 ianuarie 1939, la două zile după înființarea unei comisii speciale de către guvernul autonomist al Slovaciei însărcinat cu elaborarea „Programului de soluționare a problemei evreiești”, episcopul a scris o scrisoare adresată tuturor parohiilor din eparhia Prešovului; el scotea în evidență rezultatele dezastruoase cauzate de aceste politici discriminatorii. După ce parlamentul slovac a votat o lege specială care permitea expulzarea evreilor din Slovacia, Gojdič a trimis un protest împotriva deportărilor organizate de partidul clerical Hlinka.
În timpul războiului, episcopul i-a ajutat pe refugiați și pe prizonieri și a salvat deținuți din lagărele de concentrare. La 26 octombrie 1942 serviciile de securitate din Slovacia au informat Ministerul de Interne cu privire la un număr mare de convertiri fictive la greco-catolicism. Raportul a subliniat câteva cazuri în care un singur membru al unei familii evreiești s-a convertit la creștinism pentru a-i putea proteja pe toți ceilalți membri. 533 de evrei din 249 de familii evreiești s-au convertit la religia greco-catolică sau la religia ortodoxă rusă pentru a salva circa 1.500 de membri ai familiilor lor, care nu s-au convertit; în plus, majoritatea celor care au convertit au continuat să practice iudaismul în mod deschis sau ascuns. Potrivit raportului serviciului de securitate, Gojdič a organizat o ceremonie de convertire în orașul Michalovce.
După încheierea ostilităților, cei care au fost salvați de Gojdič au prevăzut că acțiunile sale din timpul războiului nu vor fi bine văzute de noul guvern comunist și s-au oferit să-l ajute să emigreze în Occident. Cu toate acestea, Gojdič a refuzat să-și părăsească postul de episcop. Anticipând preluarea puterii de către comuniști, cu ajutorul unui nou auxiliar, episcopul Hopko, el a lansat o campanie de întărire a credinței poporului său prin folosirea tuturor mijloacelor posibile: vizite, misiuni, articole în presă și emisiuni radiofonice. Episcopul Gojdič a rezistat tuturor inițiativelor politice ale comuniștilor pentru aderarea greco-catolicilor la Biserica Ortodoxă, știind că riscă să fie persecutat, arestat sau chiar ucis. În ciuda presiunilor severe pentru a renunța la credința catolică și a rupe comuniunea cu papa, el a refuzat fiecare ofertă. Treptat autoritățile l-au izolat de cler și de credincioși.

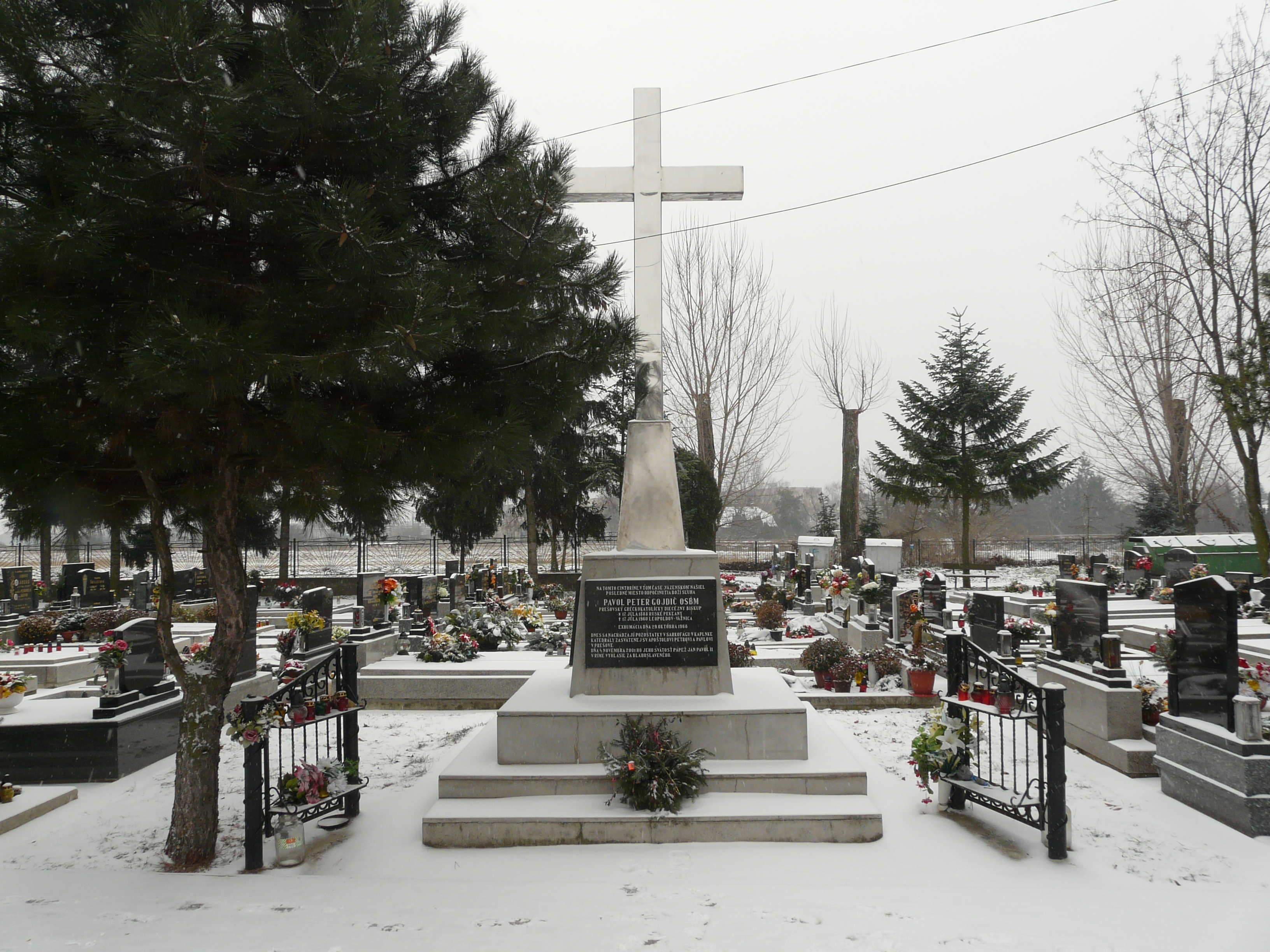
Monumentul memorial al episcopului Gojdič în cimitirul Leopoldov

La 28 aprilie 1950 statul comunist a scos în afara legii Biserica Greco-Catolică, iar episcopul Pavel a fost arestat. Evreii pe care i-a salvat au scris o scrisoare în apărarea sa către premierul de atunci al Cehoslovaciei, Antonín Zápotocký, dar fără nici un rezultat. În ianuarie 1951 a fost judecat într-un proces convocat împotriva a trei episcopi acuzați de „înaltă trădare” (Vojtaššák, Buzalka și Gojdič) și a fost condamnat la închisoare pe viață. Transferat dintr-o închisoare în alta, el a rămas credincios jurământului făcut în tinerețe, rugându-se și slujind în secret Sfânta Liturghie, în ciuda persecuțiilor. După o amnistie din 1953, dată de Zapotocký, sentința sa de închisoare pe viață a fost comutată în 25 de ani de detenție. Avea 66 de ani și sănătatea sa continua să se deterioreze, dar totuși toate cererile de grațiere i-au fost refuzate.
Un funcționar superior l-a informat în închisoarea de la Ruzyň că putea fi eliberat și trimis la Prešov, cu condiția să accepte să devină patriarh al Bisericii Ortodoxe din Cehoslovacia. El a respins oferta, considerând-o un act de neloialitate față de papă și de credincioși, și a rămas în închisoare. 
A murit de cancer în spitalul penitenciar al închisorii Leopoldov în 1960, la vârsta de 72 de ani. A fost îngropat într-un mormânt anonim, nr. 681, în cimitir.

## Venerarea sa
În 1968 rămășițele sale pământești au fost aduse la Prešov, fiind depuse în 1990 într-un sarcofag din Catedrala greco-catolică „Sf. Ioan Botezătorul”. Papa Ioan Paul al II-lea l-a beatificat la 4 noiembrie 2001 și, în timpul vizitei sale istorice în Slovacia, s-a rugat la mormântul acestui episcop-mucenic în capela catedralei din Prešov.
Episcopul Pavol Gojdič a fost reabilitat juridic în 27 septembrie 1990. Ulterior, a fost decorat post-mortem cu Ordinul T.G. Masaryk, clasa a II-a și cu Crucea Pribina, clasa I.
El a fost onorat în mod oficial în anul 2007 la Bratislava de către Institutul pentru Memoria Holocaustului Yad Vashem ca unul din drepții între popoare.

## Moștenire
„Sunt sigur că adevărul va triumfa la sfârșit asupra minciunii și că dragostea va birui ura. Nu-mi urăsc dușmanii. Aș vrea să-i aduc mai aproape de Hristos, desigur nu prin forță sau înșelăciune, ci prin iubire și adevăr.”
În omilia emisă cu prilejul beatificării episcopului, papa Ioan Paul al II-lea l-a prezentat astfel: „Cunoscut poporului ca „omul cu inimă de aur”, el a devenit cunoscut reprezentanților guvernamentali ai acelor vremuri ca un adevărat „ghimpe în coastă”. După ce regimul comunist a interzis Biserica Greco-Catolică, el a fost arestat și închis. Astfel a început pentru el un lung calvar al suferinței, maltratării și umilinței care i-a adus moartea datorită fidelității sale față de Hristos și a dragostei sale față de Biserică și de Papă”.

## Legături externe
- Fericitul Pavol Gojdic la CatholicSaints.info
- Episcopul Bl. Pavel Peter Gojdic, OSBM la Catholic-Hierarchy.org
- Fericitul Pavel Petru Gojdic (1888-1960), martir la Catholicireland.net

| Predecesor Dionýz Nyaradi | Episcop greco-catolic de Prešov 1940-1960 | Succesor Vasil 'Hopko |